# Robert Prince (amerikaifutball-edző)
Robert Prince (Okinava, Japán, 1965. május 8. –) amerikai amerikaifutball-játékos és -edző, 2022-től a Dallas Cowboys wide receivereinek edzője.

## Fiatalkora
Okinavában nőtt fel, majd 12 éves korában a kaliforniai San Bernardinóba költözött, ahol a San Gorgonio Középiskola, majd a San Bernardino Valley College wide receivere volt. Mesterdiplomáját 1992-ben szerezte a Cal State Humboldton.

## Pályafutása

### Egyetem
1989–1990-ben a Humboldt State Lumberjacks, 1991-ben pedig a Montana State Bobcats segédedzője volt. 1992–1993-ban a Sacramento State Hornets wide receivereinek edzője, 1994–1995-ben pedig a Fort Lewis Skyhaws támadókoordinátora volt. 1998-ban a Portland State Vikings wide receivereinek lett, majd előléptették támadókoordinátorrá és a quarterbackek edzőjévé. 2001–2002-ben a Boise State Broncos wide receiveri pozícióját töltötte be, 2003-ban pedig passzkoordinátor lett.
Hat szezont az NFL-ben töltött, majd 2010. február 12-én kinevezték a Colorado Buffaloes passzkoordinátorává. 2011-ben a Boise State Broncos wide receivereinek edzője és passzkoordinátora lett, majd 2012. január 11-én támadókoordinátorrá léptették elő. Országosan több eredménykategóriában is a tíz legjobb között volt.

### NFL
2004–2005-ben az Atlanta Falcons támadó-segédedzője, 2006-ban a quarterbackek helyettes edzője volt. 2007. február 1-jén a Jacksonville Jaguars, 2009. január 13-án pedig a Seattle Seahawks wide receivereinek edzője lett.
2014. január 25-én a Detroit Lions wide receivereinek edzőjévé nevezték ki; a 2016-os szezonban három játékos is több mint ötven labdát kapott el. 2019-ben Kenny Golladay másodszorra érte el az ezer yardos (914 méteres) rekordot, emellett 11 touchdownja volt. A Covid19-pandémia miatt a személyzet több tagja is karantén alá került, ezért 2020. december 24-én Prince-et ideiglenes vezetőedzővé nevezték ki.
2021. március 10-én a Houston Texans, 2022. február 9-én pedig a Dallas Cowboys wide receivereinek edzője lett.

## Fordítás
- Ez a szócikk részben vagy egészben  a   Robert Prince (American football) című angol Wikipédia-szócikk ezen változatának fordításán alapul.  Az eredeti cikk szerkesztőit annak laptörténete sorolja fel. Ez a jelzés csupán a megfogalmazás eredetét és a szerzői jogokat jelzi, nem szolgál a cikkben szereplő információk forrásmegjelöléseként.